# 新増東国輿地勝覧
新増東国輿地勝覧（しんぞうとうごくよちしょうらん）は、李氏朝鮮時代の地理書。これ以前には高麗史地理志などもあるが、独立した地理志としては現存最古のもの。

## 概要
1530年、中宗の命により、 李荇（イ・ヘン）、尹殷輔（ユン・ウンボ）、申公済（シン・コンジェ）等が編纂した官撰地理志である。55巻。
1477年（成宗8年）、『八道地理志』が編纂され、これに『東文選』の詩文を加え、体裁は南宋の『方輿勝覧』と明の『大明一統志』を参考とし、1481年に『東国輿地勝覧』50巻が完成した。朝鮮全土の郡県ごとに建置の沿革、属県、郡名、姓氏、風俗、形勝、山川、土産、城郭、開防、烽燧、学校、駅院、宮室、楼亭、橋梁、部坊、公廨、仏宇、祠廟、陵墓、古跡、名宦、人物、孝子、烈女、題詠などの項目に分けて記述している。
しかし、この版は私蔵を禁止されたために伝わらず、1486年にこれを再び修正して55巻とした。その後、燕山君時代にさらに改修され、1530年に中宗の命で増補したのが本書であり、現在に伝わる。
1958年には大韓民国において古典刊行会から洋装本1冊として出版されている。 

## 内容
この地理志は道・郡別に項目を立てて記述したものである。構成は次の通り。
- 京都　　巻之一、巻之二
- 漢城府　巻之三
- 開城府　巻之四～巻之五
- 京畿道　巻之六～巻之十三
- 忠清道　巻之十四～巻之二十
- 慶尚道　巻之二十一～巻之三十二
- 全羅道　巻之三十三～巻之四十
- 黄海道　巻之四十一～巻之四十三
- 江原道　巻之四十四～巻之四十七
- 咸鏡道　巻之四十八～巻之五十
- 平安道　巻之五十一～巻之五十五

各道の冒頭にはその道の全図が掲げられており、内容は各地の沿革、姓氏、廟社、官府、土産、人物、駅院、事蹟、詩人の題詠などとなっている。この書は地方社会のあらゆる面にわたって百科辞典式に叙述しており、朝鮮の前近代社会を理解するために重要である。

## 対馬島
巻23の東萊県（現・釜山広域市）条に対馬島の記述があり、
「日本国対馬州なり。旧（もと）、我鶏林（慶尚道）に隷属す。いつ倭人の拠る所と為りしかを知らず。」
などの記述があり、付属の八道総図には対馬が描かれているため、韓国の一部に対馬は韓国領であるとする考えがある。
第二次世界大戦後の戦後処理において、韓国はアメリカとイギリスに対馬領有を要求したが、「日本が少なくとも350年間完全で有効な管理を対馬で行ってきたことに疑いの余地はない」、また「対馬は日本の歴史の開闢以来日本領であり、言語、人種、そして意志において住民は日本人である」という根拠に基づき、韓国の要求は却下されたという経緯がある。

## 八道総図

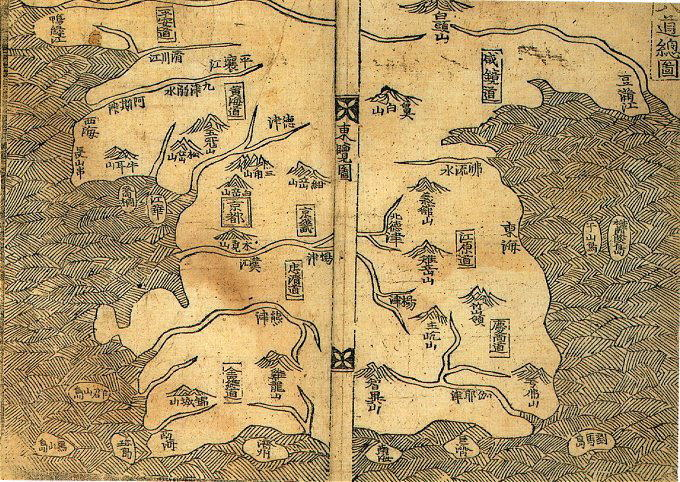
『新増東国輿地勝覧』（1530）付属の「朝鮮八道総図」

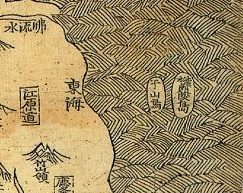
鬱陵島・于山島付近の拡大図

附図として朝鮮八道をまとめた「八道総図」が収載されている。
現在日韓の領土問題となっている竹島（韓国名：独島）について、韓国は古文書や古地図にある于山島を独島だとしているが、この地図の右端には鬱陵島の西にその于山島が描かれている。実際の竹島は鬱陵島の東北東にあり、方角や距離、島の大きさ、形状が全く違うことから、日本では竹島ではありえないとしている。